# Ixias marianne
Ixias marianne är en fjärilsart som först beskrevs av Pieter Cramer 1779.  Ixias marianne ingår i släktet Ixias, och familjen vitfjärilar. Inga underarter finns listade i Catalogue of Life.

## Bildgalleri

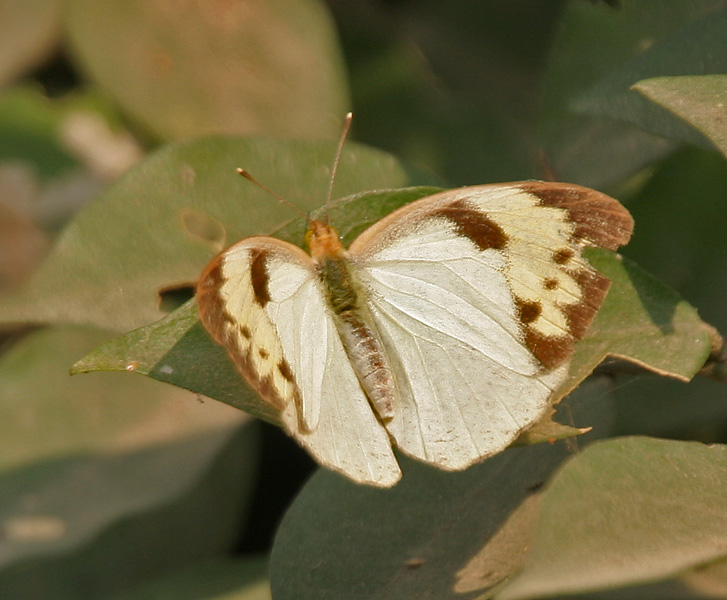
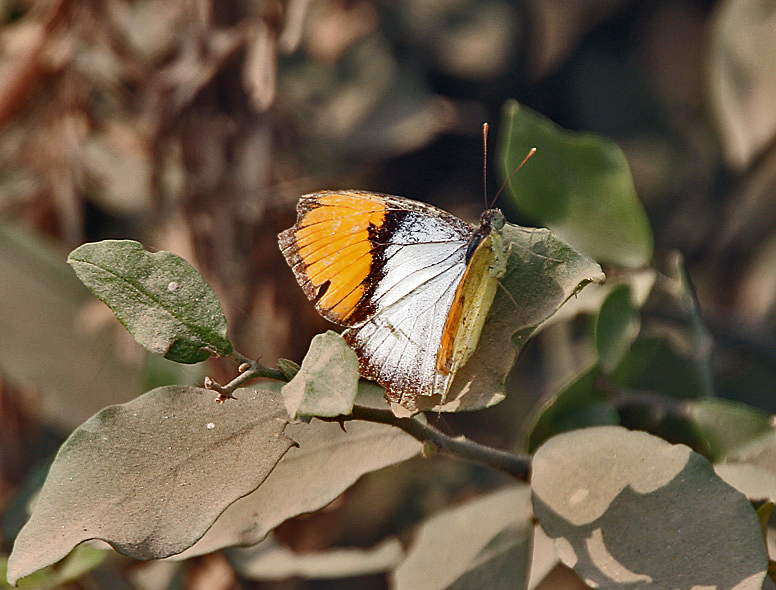
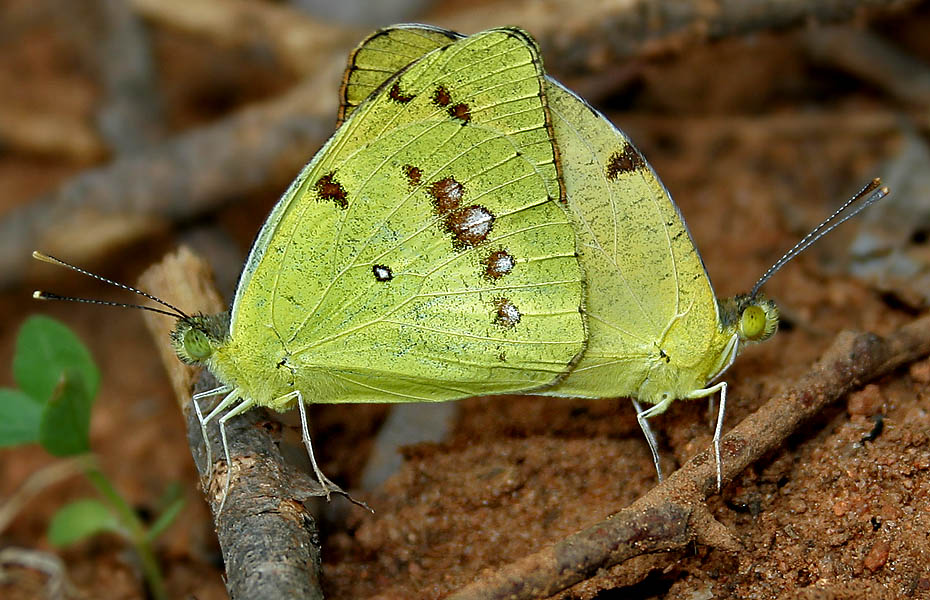
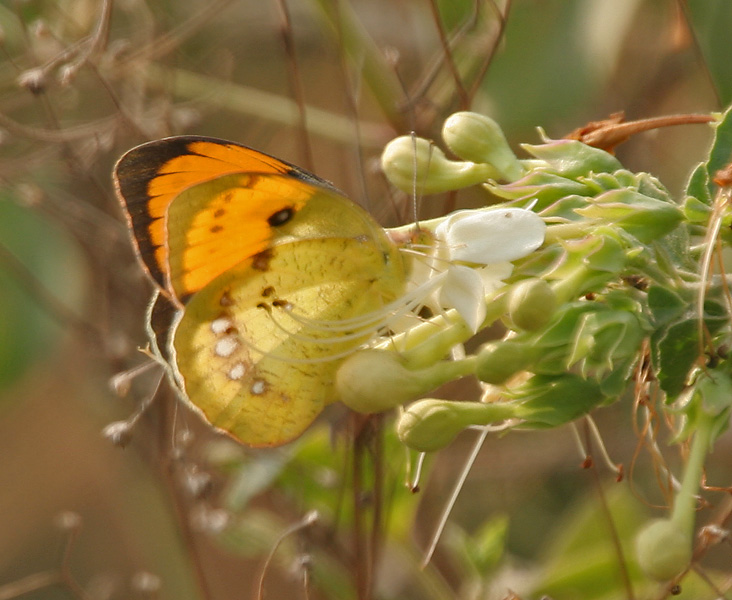